# Tysklands Grand Prix 1987
Tysklands Grand Prix 1987 var det åttonde av 16 lopp ingående i formel 1-VM 1987.

## Resultat
1. Nelson Piquet, Williams-Honda, 9 poäng
2. Stefan Johansson, McLaren-TAG, 6
3. Ayrton Senna, Lotus-Honda, 4
4. Philippe Streiff, Tyrrell-Ford, 3
5. Jonathan Palmer, Tyrrell-Ford, 2
6. Philippe Alliot, Larrousse (Lola-Ford), 1
7. Alain Prost, McLaren-TAG (varv 39, elsystem)

### Förare som bröt loppet
- Martin Brundle, Zakspeed (varv 34, för få varv)
- Piercarlo Ghinzani, Ligier-Megatron (32, motor)
- Adrián Campos, Minardi-Motori Moderni (28, motor)
- Thierry Boutsen, Benetton-Ford (26, motor)
- Nigel Mansell, Williams-Honda (25, motor)
- Alessandro Nannini, Minardi-Motori Moderni (25, motor)
- Derek Warwick, Arrows-Megatron (23, turbo)
- Christian Danner, Zakspeed (21, bakaxel)
- Gerhard Berger, Ferrari (19, turbo)
- Teo Fabi, Benetton-Ford (18, motor)
- Alex Caffi, Osella-Alfa Romeo (17, motor)
- Andrea de Cesaris, Brabham-BMW (12, motor)
- Michele Alboreto, Ferrari (10, turbo)
- Pascal Fabre, AGS-Ford (10, motor)
- Eddie Cheever, Arrows-Megatron (9, gasspjäll)
- Satoru Nakajima, Lotus-Honda (9, upphängning)
- Ivan Capelli, March-Ford (7, motor)
- Rene Arnoux, Ligier-Megatron (6, tändning)
- Riccardo Patrese, Brabham-BMW (5, tändning)

## VM-ställning
| Förarmästerskapet 1. Nelson Piquet, Williams-Honda, 39 2. Ayrton Senna, Lotus-Honda, 35 3. Nigel Mansell, Williams-Honda, 30 | Konstruktörsmästerskapet 1. Williams-Honda, 69 2. McLaren-TAG, 45 3. Lotus-Honda, 41 |